# アーネスト・オッペンハイマー

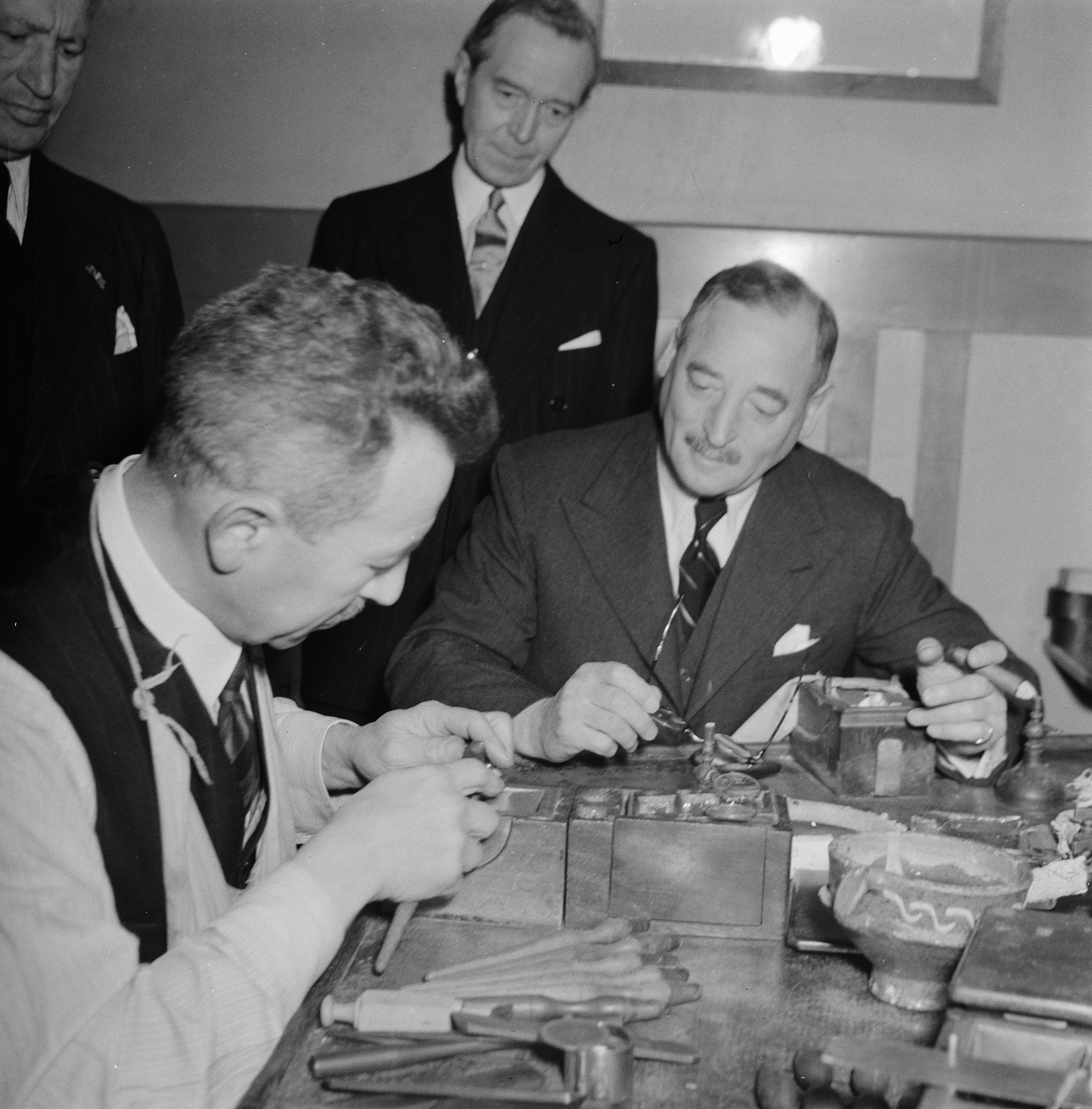
アーネスト・オッペンハイマー

アーネスト・オッペンハイマー（Sir Ernest Oppenheimer, 1880年5月22日 - 1957年11月25日）は、ドイツ出身の鉱山事業家。ダイヤモンドや金の採掘で富を築いた。

## 人物
ドイツ語では名前の発音は「エルンスト・オッペンハイマー」とするのが近い。
ヘッセン州のフリートベルクに生まれる。父エドゥアルト・オッペンハイマーは煙草販売の商人。
17歳でロンドンのダイヤモンド商Dunkelsbuhler & Companyに入社し、勤勉さで社長に感心された。1902年、会社の代理人として南アフリカのキンバリー鉱山に送られてダイアモンドの買い付けを担当。またアングロ・アメリカン社の南アフリカ支店 (The Anglo American Corporation of South Africa) を設立した。
彼の事業は息子ハリー・オッペンハイマーが継いで発展させた。